# Prop Cycle
Prop Cycle est un jeu vidéo de simulation aérienne développé par Namco, sorti en 1996 en borne d'arcade et commandé par un vélo.
Le joueur pilote un vélo ailé, le pédalier servant à contrôler la vitesse de rotation de l'hélice de celui-ci. Il doit crever des ballons au milieu de différents paysages.
Il utilise le Super System 22 de Namco.